# Gaï Maito
 (mai 2024).
Gaï Maito (マイト・ガイ, Maito Gai) est un personnage du manga Naruto. 
Gaï Maito est une romanisation erronée reprise notamment par les éditions Kana de l'appellation Might Guy, écrite en toutes lettres dans le second databook, qui tient lieu de surnom à ce personnage.
Gaï est un ninja jōnin du village de Konoha, sensei de Rock Lee, Neji Hyûga et Tenten.
Dans sa jeunesse, il était équipier d’Ebisu et de Genma Shiranui.

## Création et conception
Gaï est inspiré par le professeur de gymnastique de Masashi Kishimoto durant ses années collège. Professeur apprécié, qui l'a beaucoup marqué par son côté amusant et passionné, bien que n'ayant pas servi de « modèle » pour l'apparence du personnage.

## Profil

### Apparence
Gaï est d’un aspect assez ridicule : tout vêtu de vert, il a des cheveux noirs et une coupe « au bol », sans oublier des sourcils sur-développés comparé aux autres personnages du manga. Ces sourcils, comme ceux de Lee, font que Naruto l'appelle souvent « Maître Gros Sourcils » (激眉先生, Gekimayu-sensei).

### Histoire

#### Examenchūnin
Gaï fait sa première apparition lors de l’examen chūnin ; il stoppe Lee qui s’apprêtait à utiliser son « Lotus » sur Sasuke, et le punit avant de le serrer dans ses bras au grand dégoût de l’équipe 7. Il refait son apparition lors des préliminaires à la 3e épreuve, commentant les combats de ses élèves. Il s’interpose lorsque Gaara tente de tuer Lee, et reste désespéré face à la nouvelle des médecins lui annonçant que les blessures de son élève mettent fin à sa carrière de ninja. Peu avant la 3e épreuve, Gaï sauve une nouvelle fois Lee à l’hôpital, lorsque Gaara vient pour le tuer dans sa chambre. Il accompagne ensuite le jeune homme pour assister aux matchs, arrivant en retard, et exprime sa surprise d’apprendre que Neji a été battu par Naruto. En voyant le début du combat de Sasuke face à Gaara, il est abasourdi de voir que le jeune Uchiwa a pu en un mois acquérir les caractéristiques physiques que Lee a acquis par un entraînement intensif de plusieurs années.
Lors de l’invasion de Konoha par Orochimaru, voyant qu’il ne peut pas aider le 3e Hokage Gaï combat aux côtés de Kakashi contre les ninjas d’Oto, écrasant facilement ces derniers par sa vitesse et sa puissance.

#### Recherche de Tsunade
Lorsque Jiraya emmène Naruto chercher Tsunade, Gaï intervient face à Itachi Uchiwa et Kisame Hoshigaki qui ont pénétré dans Konoha pour récupérer Naruto. Alors que Kakashi, Asuma Sarutobi et Kurenaï Yûhi sont en difficultés face aux membres d’Akatsuki, il engage le combat contre eux et les pousse à la fuite, Itachi craignant l’arrivée de plus de renforts. Après avoir emmené à l’hôpital Kakashi, qui a reçu l’attaque mentale des « Arcanes lunaires » de plein fouet, Gaï poursuit ses adversaires, eux-mêmes à la poursuite de Naruto. Voulant éviter le « Sharingan » d’Itachi, il les observe dans le reflet de son bandeau protecteur, et tente une attaque à l’aveugle, heurtant Jiraya qui a déjà mis en fuite les deux ninjas renégats. Après s’être excusé, il emporte Sasuke qui était intervenu face à Itachi et a également subi les « Arcanes lunaires », et supplie Jiraya et Naruto de ramener Tsunade, espérant qu’elle pourra soigner Lee.
Une fois Tsunade arrivée à Konoha, elle estime qu’elle peut opérer Lee, mais que ses chances de survies seront d’une sur deux. Gaï convainc Lee de recevoir l’opération, sachant que devenir ninja est pour lui plus important même que sa vie, et qu’avec sa détermination, Lee ne peut que survivre. Il déclare à son élève que s’il meurt, il le suivra dans la tombe, n’ayant plus de but dans la vie si Lee ne peut pas devenir un grand ninja. À la suite du succès de l'opération, Gaï vient visiter Lee à l’hôpital tous les jours. Lorsqu’il constate que Lee a déserté son lit pour aller aider ses camarades partis à la poursuite de Sasuke, Gaï est désespéré, d’autant plus que Lee a emporté une bouteille de Sake à la place de son médicament. C’est cependant cette erreur qui sauve la vie de Lee, car sous l’effet de l’alcool, il développe des capacités (technique du « poing ivre ») qui lui permettent de contrer Kimimaro ; Gaï retrouve donc avec soulagement son élève, revenu après avoir été sauvé par Gaara.

#### Sauvetage de Gaara
L’équipe de Gaï accompagne l’équipe 7 lors du sauvetage de Gaara. Alors qu’ils sont en chemin, ils tombent face à face avec un clone de Kisame généré par une technique de Pain. Bien que moins puissant que l’original, il donne du fil à retordre à Gaï, Lee, Neji et Tenten ; alors que ses trois élèves sont prisonniers de bulles d’eau et qu’il est en mauvaise posture face aux requins invoqués par son adversaire, Gaï doit se résoudre à ouvrir six verrous mentaux pour utiliser sa technique du « Paon matinal » pour défaire le clone Kisame. Durant tout le combat, Gaï tente de se souvenir où il a bien pu voir cet adversaire.
Arrivés devant le repaire d’Akatsuki, l’équipe de Gaï se dévoue pour désactiver la protection nécessitant de retirer en même temps des parchemins collés à des endroits éloignés les uns des autres. Tombant dans le piège de Pain, ils doivent alors affronter leurs doubles possédant les mêmes capacités qu’eux, et doivent se surpasser pour les vaincre. De retour, ils surprennent Deidara caché dans les broussailles, et tentent de fuir quand ce dernier fait exploser un de ses clones. Ils sont sauvés par Kakashi, utilisant le « Pouvoir divin », mais Gaï doit ensuite porter ce dernier, à court de chakra sur son dos jusqu’à Suna.
Hormis dans les arcs hors-série de l’anime Naruto Shippûden, Gaï apparaît ensuite relativement peu pendant une longue période. En mission avec son équipe lors de l’attaque de Pain sur Konoha, ils constatent les dégâts en rentrant et aident à donner les premiers soins, notamment à Hinata.

#### Entraînement de Naruto auchakrade Kyûbi
Lors de l’entraînement de Naruto au chakra de Kyûbi, Gaï est assigné à l’équipe de jōnin chargée de surveiller le jeune ninja. Malade durant tout le voyage jusqu’à l’île tortue du Pays de la Foudre, il doit se remettre avant de demander à Motoï où se trouve Naruto. Ce dernier le mène aux « Chutes de la vérité », où Aoba le met au défi de rencontrer son « vrai lui ». Alors qu’il se place sous la chute et entend son lui intérieur se moquer de sa volonté de vouloir paraître éternellement jeune, il voit sortir Kisame, qui était caché dans son épée, récupérée par Killer Bee et a été détecté par Naruto. Pensant attaquer son lui intérieur, Gaï attaque immédiatement, projetant Kisame contre des rochers, mais dans la confusion, ce dernier parvient à fuir. Gaï le rattrape, lancé par Bee, et lui coupe le passage. Un combat titanesque les oppose, tous deux dévoilant des techniques ultimes. Ouvrant sept des huit portes célestes, Gaï déclenche son « Tigre du zénith » pour l’opposer au « Grand requin élémentaire aqueux » de Kisame. À nouveau, Gaï ne parvient pas à se souvenir de son adversaire, mais lorsque ce dernier se suicide pour ne pas avoir à livrer d’informations sur Akatsuki, Gaï décide qu’il n’oubliera jamais le nom de Kisame. À la suite de ce combat, Gaï subit les effets pervers de sa technique, ne pouvant plus bouger ou être touché sans souffrir atrocement durant une longue période.

#### Quatrième grande guerre ninja
Gaï participe à la quatrième grande guerre ninja déclarée par Tobi lors du conseil des cinq kage. Il fait partie de la division des combattants à proche et moyenne distance dirigée par Kakashi, dont Rock Lee et Sakura font également partie. Sa division se retrouve en confrontation avec Zabuza et Haku ainsi que sept ninjas épéistes de Kiri, et finit par les vaincre. 
Plus tard, Gaï vient, en compagnie de Kakashi, prêter main-forte à Naruto et Killer Bee face au nouveau Pain de Tobi. Ils se retrouvent face à ce dernier seul, après que Naruto ait libéré les démons à queues de son contrôle, et Naruto, aidé de Kakashi et de Gaï, parvient à briser le masque de Tobi, dévoilant son identité. Obito est ensuite rejoint par Madara qui a réussi à maintenir la « Réincarnation des âmes » et s'est débarrassé des cinq kage ; tous deux font renaître Jûbi, et le combat reprend jusqu'à l'arrivée de l'alliance ninja au complet. Gaï assiste impuissant à la mort de son élève Neji mais participe au combat en recevant du chakra de Kyûbi par l'intermédiaire de Naruto. Plus tard, Sasuke, ses camarades et les quatre Hokage rejoignent le champ de bataille et Gaï ne peut rien faire d'autre que regarder les combats qui s'ensuivent. Après l'extraction de Kyûbi et d'Hachibi des corps de Naruto et Killer Bee par Madara ayant invoqué la statue Gedô, Gaï se décide à affronter ce dernier qui a également atteint la forme du Sage des six chemins. Décidé à mourir, se remémorant les souvenirs qu'il a eus avec son père Daï, il ouvre les huit portes célestes et parvient à surprendre Madara à plusieurs occasions, sans parvenir toutefois à lui porter de coup fatal. Alors qu'il est sur le point de s'éteindre, il est sauvé de justesse par Naruto, qui a obtenu de nouveaux pouvoirs grâce au Sage des six chemins.
Lorsque Madara déclenche les « Arcanes lunaires infinis », il est pris dans l’illusion jusqu’à ce que Naruto et Sasuke le libèrent de la technique, tout comme les autres ninjas prisonniers. De retour à Konoha, il se fait hospitaliser. Ayant les deux jambes brisées, il est contraint de renoncer à sa vie de ninja et doit passer sa vie dans un fauteuil roulant.
Une quinzaine d'années après la fin de la guerre, Gaï apparaît en fauteuil roulant ; il discute avec Kakashi, qui vient de quitter son titre de Hokage pour le confier à Naruto.

#### Boruto
Gaï réapparait pour aider Metal Lee, le fils de son élève Rock Lee, à surmonter son problème de stress devant un public. Bien qu'étant handicapé par sa jambe blessée, Gaï montre qu'il est toujours redoutable au taïjutsu en se tenant debout uniquement sur une jambe et il terrasse sans mal Iwabee Yuino et Metal Lee dans un combat de démonstration à l'académie.

### Personnalité

pouce levé du "nice guy"

Bien qu'il s'auto-surnomme « l'ombrageuse panthère de jade de Konoha », Gaï se fait surnommer « Gros sourcils » par Naruto (ou « Énormes sourcils », voire « Maître Gros sourcils » quand Naruto veut le distinguer de Rock Lee), et se fait traiter d’« Ornithorynque endimanché » par Kisame Hoshigaki et de « Grand Casse-pieds » par Gaara.
Kakashi trouve Gaï frimeur, Sasuke et Sakura le trouvent ridicule, et Kisame pense qu’il est stupide ; Jiraya le trouve égocentrique, et ses propres élèves, Neji Hyûga et Tenten, le trouvent exubérant. Seul Rock Lee semble le trouver « resplendissant », et « athlétique ».
Lorsque Tenten dit que les informations venant de Gaï sont à vérifier, Lee lui prétend que les informations de Gaï sont toujours vraies.
Gaï prend souvent la position du « nice guy » (c’est-à-dire un bras en avant, pouce levé et sourire étincelant) pour montrer la confiance qu'il a en lui, mais aussi envers les autres. La dimension comique qu’il apporte au manga se retrouve jusque dans ses combats les plus sérieux, comme celui contre Kisame. Gaï souffre du mal de mer en bateau.
Jōnin courageux et déterminé, Gaï va toujours jusqu’au bout de lui-même et a un grand sens de l’esprit d’équipe. Pour se pousser à aller toujours plus loin, il pratique un système d’auto-objectifs : avant de faire quelque chose, il se défie, en cas d’échec, de réaliser un acte encore plus ambitieux, et ainsi de suite, jusqu’à ce qu’il réussisse…
Gaï noue une relation particulière avec un de ses élèves, Rock Lee (selon Kakashi, parce que ce dernier lui rappelle lui quand il était jeune). Parce que Lee ne sait pas malaxer son chakra, il lui est impossible d’utiliser le ninjutsu ou le genjutsu. Il emprunte donc la voie de son maitre, celle du taijutsu. Sa détermination conquiert Gaï, qui fait de l’entrainement de Rock Lee son nindō (c’est-à-dire sa « voie de ninja ») ; il lui apprend alors toutes ses techniques pour qu’il devienne un grand ninja. La relation entre Gaï et Lee est assez fusionnelle : d’un côté, Lee est la fierté de Gaï, de l’autre l’élève voue a son maître un respect proche de idolâtrie, ce qui explique qu’il ait adopté sa coiffure et son style vestimentaire. Alors que Lee est désespéré à la suite de ses blessures graves reçues face à Gaara et qui risque de briser sa carrière de ninja, c’est Gaï qui lui redonne courage. Entre Gaï et Lee se crée un lien tellement fort qu'ils deviennent aussi proches qu’un père et un fils.
Gaï a également une relation privilégiée avec Kakashi Hatake. Parce que ce dernier est l’un des jōnin les plus réputés et les plus talentueux du monde de Naruto, Gaï en a fait son rival principal. Leur rivalité se nourrit de défis que Gaï lance à Kakashi, chacun choisissant les règles de ceux-ci à tour de rôle (combat au corps à corps, course…). Gaï accorde une grande importance à cette rivalité, à l’inverse de Kakashi, et est très fier de mener 51 à 50 dans cet affrontement. Cependant, le seul duel qui nous soit montré oppose les deux ninjas au Janken et est gagné par Kakashi. Gaï semble également attaché à ses autres camarades, puisqu'on le voit pleurer lors des funérailles d'Asuma Sarutobi.
Le caractère de Gaï lui vient de son père, Daï, car à l'époque de sa jeunesse, Gaï était pessimiste et considérait qu'il ne serait jamais un vrai ninja sans utiliser de ninjutsu. Daï lui redonna confiance et avec le temps il se forgea un mental d'acier et s'imposa un entrainement de plus en plus intensif, se donnant pour but de pouvoir rivaliser avec Kakashi. Lorsque le jeune Gaï et ses équipiers tombent sur les Sept Épéistes de la Brume, Daï se sacrifie en ouvrant les huit portes, et son sacrifice pour sauver les jeunes le marqua, lui donnant envie de prendre soin de la prochaine génération et de perpétuer sa philosophie de la jeunesse.

### Capacités
Malgré son aspect comique, Gaï est le plus redoutable expert de taijutsu de Konoha et il domine la plupart de ses adversaires avec une facilité déconcertante. La première fois qu’on le voit en difficulté dans le manga, c’est face au membre de l’Akatsuki Kisame Hoshigaki, face auquel il montre les plus puissantes techniques de taijutsu vues à ce jour dans Naruto. Bien que se battant presque toujours avec ses poings et ses pieds, il utilise face à Kisame et à Tobi son arme ultime : un nunchaku, qu’il manie avec une telle maitrise, qu’avec il peut rivaliser face aux plus puissantes épées.
L’entraînement de Gaï lors de ses défis contre Kakashi lui permettent de devenir un des plus redoutables adversaires du Sharingan (Gaï s’étant entraîné à combattre en ne regardant que les pieds de son adversaire), ce qui s’avère utile contre Itachi Uchiwa, qui s’en méfie fortement.
Comme Lee, Gaï ne pouvait pas dans son enfance utiliser le ninjutsu ; il a cependant réussi à apprendre certaines techniques, puisqu’il est capable d’invoquer des tortues ou un nunchaku. Dans l'anime, Gaï montre certaines capacités à utiliser le ninjutsu, quand il tente de faire un dédoublement et parvient à cloner ses vêtements. Gaï est également capable de malaxer son chakra dans ses pieds pour marcher sur les parois ou sur l'eau.
Bien que depuis la fin de la 4eme grande guerre, Gaï soit handicapé à vie avec sa jambe, il reste le plus redoutable au taijutsu en se tenant uniquement sur une jambe car il s'entraine en travaillant d’arrache-pied sur sa rééducation pour entretenir son corps.

## Apparition dans les autres médias
Dans les arcs hors-série à la fin de l’anime Naruto, Gaï est le jōnin apparaissant le plus. On le voit souvent superviser des missions avec ses élèves, ou d’autres jeunes ninjas de Konoha.
L’Anime Naruto Shippûden développe la rivalité entre Gaï et Kakashi ; non seulement d’autres « duels » sont montrés (dont une course de la porte du village à la falaise des Hokage, et un concours de nourriture, tous deux gagnés par Kakashi), mais le début de leur rivalité durant leur jeunesse est raconté dans l’épisode 241, « Kakashi, mon éternel rival ». Son histoire avec son père et ses débuts en tant que ninja sont montrés dans les épisodes 418 et 419.
Gaï est également présent comme personnage jouable dans la plupart des jeux basés sur la licence Naruto.

## Techniques

Les huit portes célestes.

- La tornade de Konoha (木ノ葉旋風, Konoha senpū?)[3]
Gaï effectue un puissant coup de pied sauté latéral. Il peut briser une garde.
- La grande tornade de Konoha (木ノ葉大旋風, Konoha dai senpū?)
Gaï effectue une « Tornade de Konoha », suivie d'un balayage pour atteindre l’adversaire s’il a évité le premier coup de pied.
- La bourrasque de Konoha (木ノ葉烈風, Konoha reppū?)
Gaï effectue un coup de pied au sol à 360° degrés ; toute personne étant dans la zone d'action trébuche.
- La rafale de Konoha (木ノ葉昇風, Konoha shôfū?)
Gaï donne un violent coup de pied dans la main de l’adversaire pour lui faire lâcher son arme ou simplement lui briser la main.
- La tornade herculéenne de Konoha (木ノ葉剛力旋風, Konoha Gouriki Senpū?)
Même principe que la tornade de Konoha, mais en beaucoup plus puissant.
- Irruption fracassante (ダイナミック・エントリー, Dynamic entry?)
Gaï lance un kunai pour distraire son adversaire, puis effectue un saut, projetant sa jambe en avant pour lui donner un coup dans la figure.
- Ouverture des huit portes célestes (八門, Hachimon?)
Technique développée par le père de Gaï pendant vingt ans[4], qui permet de dépasser les limites de son propre corps, ce qui est dangereux pour l'utilisateur.
Cette technique est assez dangereuse pour le pratiquant qui se retrouve épuisé mentalement et physiquement après l’exécution, et ce d’autant plus qu’il a ouvert de portes. Après avoir ouvert la septième porte, le contrecoup est terrible et son corps devient tellement sensible que le simple fait de le toucher lui cause une douleur intolérable. Si le pratiquant va jusqu'à la huitième porte, il meurt ; si Gaï y survit, grâce aux pouvoirs du Sage des six chemins transmis à Naruto, les séquelles sur son corps sont irréversibles, l’obligeant à garder sa jambe droite dans le plâtre plusieurs années, et à rester en fauteuil roulant à vie.
- Le paon matinal (朝孔雀, Asa kujaku?)
Gaï ouvre six portes célestes et s'élance sur l'adversaire. Après l'avoir déstabilisé, il lui inflige une volée de coups de poing très puissants et rapides, si bien que ses coups sont portés à distance en enflammant l'air ce qui finit par incinérer l'ennemi.
- Technique d’invocation (口寄せの術, Kuchiyose no Jutsu?)
Technique qui permet d'invoquer un animal ou un objet. Gaï invoque une tortue appelée Ningame (忍亀?, litt. « Tortue patiente »). Dans l’anime, il peut également invoquer une tortue plus petite et très rapide, dont la carapace est gravée du signe « S.O.S ».
- Le brise-roche de Konoha (木ノ葉壊岩升, Konoha Kaiganshō?)[5]
Gaï se projette contre son adversaire et lui envoie un coup de coude très violent. Il l'utilise pour frapper Kisame, puis pour libérer Naruto de la technique du poing de corail de Sanbi manipulé par Tobi.
- Le tigre du zénith (昼虎, Hirudora?)[6]
Gaï ouvre sept des huit portes célestes et crée une attaque physique qui prend la forme d’un tigre gigantesque propulsé sur son adversaire.
Cette attaque est décrite par Gaï comme du taijutsu pur (elle n’est pas composée de chakra), et ne peut donc pas être absorbée.
La forme du tigre est créée par la pression dans l’air du coup de poing décrit comme « plus rapide que n’importe quel autre » ; d’après Gaï, l’attaque est faite pour tuer en un coup.
Le tigre est nimbé d’une aura bleue qui n’est pas non plus du chakra, mais est créée par la sueur éjectée par chaque centimètre carré de peau lors de l’ouverture de la septième porte, et s’évapore immédiatement au contact de la chaleur produite (Killer Bee plaisante d’ailleurs sur l’odeur dégagée par la technique).
- La tornade enroulée de Konoha (木ノ葉つむじ旋風, Konoha tsumuji senpū?)
Variante de la « Tornade de Konoha » en combo avec Lee ; ils attaquent simultanément une cible avec un coup de pied sauté circulaire.
- Double-attaque des crocs (双襲牙, Sōshūga?)
Gaï sort deux nunchakus de taille imposante, dont les manches de texture écailleuse et se terminant par une tête de tortue semblent être très solides et avoir un grand pouvoir destructeur. Il les manie à la fois de manière offensive et défensive, s’en servant pour attaquer son adversaire, et dévier ou parer ses attaques, y compris dans son dos.
- Attaque du petit doigt (小指攻撃, Koyubi kōgeki?)
Après avoir ouvert des portes célestes, Gaï donne un coup de pied destructeur vers le bas, sur le petit doigt de pied d’un adversaire imposant (en l’occurrence, la statue du Démon des Enfers).
- La violente tornade herculéenne de Konoha (激 木ノ葉金剛力旋風, Geki Konoha kongōriki senpū?)
Une « Tornade de Konoha » à puissance maximale, après avoir ouvert des portes célestes.
- L’éléphant du crépuscule (夕象, Sekizō?)[4]
Gaï ouvre la porte de la mort située au niveau du cœur. Lorsque cette porte est ouverte, la sueur dégagée se charge de sang ce qui donne à Gaï une aura rouge. Gaï obtient alors une puissance supérieure à celle des cinq kage pendant un court moment, et donne une série de cinq coups consécutifs créant des déflagrations de l’air qui pilonnent l’adversaire à la manière d’un canon[7].
- Le Gaï de la nuit (夜ガイ, Yagai?)[8]
Après avoir utilisé l’éléphant du crépuscule, Gaï libère une quantité incommensurable de chakra qui prend la forme d’un dragon ; son corps devient noir avec des taches rouges en forme de vague, puis donne un coup de pied dans le torse de l’adversaire.

### Anime
- Double irruption fracassante (ダブルダイナミック・エントリー, Double Dynamic Entry?)
Gai et Lee lancent la même attaque ensemble pour doubler sa puissance.
- Action fracassante (ダイナミック・アクション, Dynamic Action?)
Gaï se retourne face à son adversaire et lui assène une série de coups.
- Grand éclair de Konoha (木ノ葉大閃光, Konoha daisenkō?)
Gaï donne un puissant coup de pied latéral visant la tête de l’adversaire.

### Jeux vidéo
- Phénix nocturne (夜鳳凰, Yoruhō?)[9]
Gaï attaque à grande vitesse l'adversaire, avec son poing chargé de flammes, en forme d'ailes de phénix.
- Brasier: Tigre, paon et lotus (激熱・猛虎蓮雀の攻, Gekiatsu: Mōko renjaku no kō?)
Attaque surpuissante combinée avec Rock Lee. Elle nécessite l'Ouverture des huit portes célestes.